# David Cecil, 6:e markis av Exeter
David George Brownlow Cecil, 6:e markis av Exeter KCMG, född 9 februari 1905 i Stamford, Lincolnshire, död 22 oktober 1981 i Stamford, formellt tilltalad David, lord Burghley innan han ärvde markistiteln 1956, men även känd bara som David Burghley, var en brittisk friidrottare, sportfunktionär och konservativ politiker.
Burghley blev olympisk mästare på 400 meter häck vid olympiska sommarspelen 1928 i Amsterdam och tog silver vid olympiska sommarspelen 1932 i Los Angeles. Karaktären Lindsay i den oscarsbelönade filmen Triumfens ögonblick baseras delvis på Lord Burghley.